# Thiodina branicki
Thiodina branicki là một loài nhện trong họ Salticidae.
Loài này thuộc chi Thiodina. Thiodina branicki được Władysław Taczanowski miêu tả năm 1871.